# Spatula discors

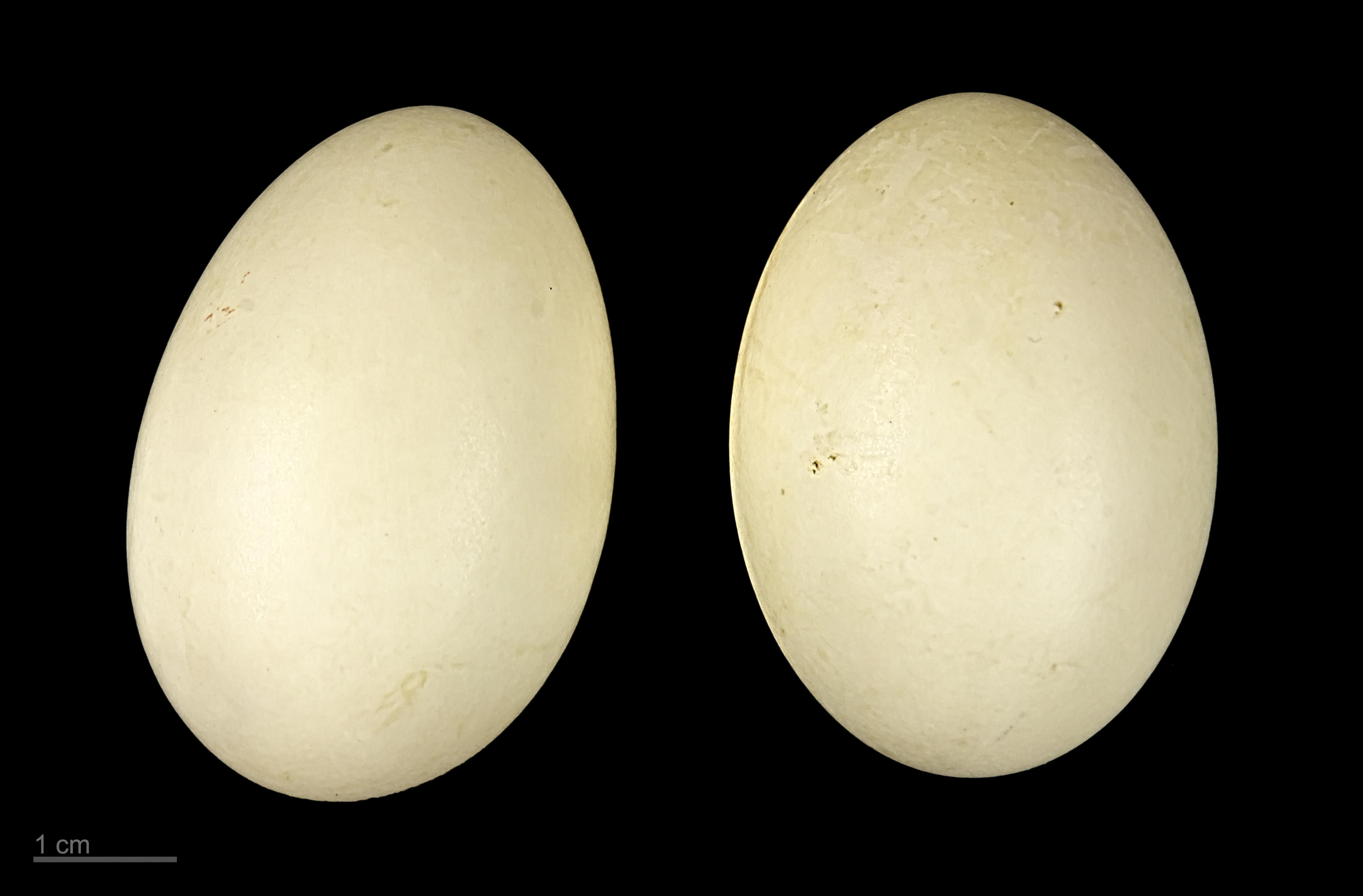
Anas discors

La marzaiola americana, anatra aliazzurre americana o alzavola ali azzurre americana (Spatula discors (Linnaeus, 1766)) è un  uccello della famiglia degli Anatidi..

## Descrizione
Il maschio adulto ha la testa azzurro grigiastra con una mezzaluna facciale bianca, il corpo bruno chiaro con una macchia bianca vicino al deretano e la coda nera. La femmina adulta è bruno screziata. Entrambi i sessi hanno una macchia alare azzurra. 

### Dimensioni e peso
Lunghezza adulto: da 36 cm a 41 cm.
Apertura alare: da 56 cm a 62 cm.
Peso adulto: da 280 g a 500 g.

## Biologia

### Voce
Il richiamo del maschio è un breve fischio; il richiamo della femmina è un dolce quack.

### Alimentazione
Questi uccelli si nutrono sguazzando in acque basse. Mangiano soprattutto piante acquatiche e semi; la loro dieta può comprendere molluschi e insetti acquatici.

### Riproduzione
Il nido è una bassa depressione sul suolo rivestita con erba e piumino, solitamente sormontata da vegetazione.
Il nido è costruito al riparo in zone erbose o canneti, la femmina vi depone da 6 a 14 uova che cova per poco più di 21 giorni, gli anatroccoli impiegheranno circa 40 giorni per svilupparsi e poter volare.

## Distribuzione e habitat
Il loro habitat di nidificazione sono le paludi e gli stagni di tutto il Nordamerica settentrionale e centrale. 
Migrano in stormi verso il Centro e il Sudamerica. Durante la migrazione, alcuni uccelli possono volare per lunghe distanze sopra l'oceano aperto. Sono visitatori occasionali dell'Europa, dove le loro zampe gialle le distinguono da altre piccole anatre, come l'alzavola comune e la marzaiola. Le analisi del DNA di questa specie hanno rivelato che il suo corredo genetico è quasi identico a quello dell'alzavola cannella.

## Tassonomia
Esistono due sottospecie:
- Anas discors discors.
- Anas discors orphna.